# Dion (filosof)
Dion, en förnäm syrakusan, föddes omkring 410 f.Kr. och var nära släkt med Dionysios d.ä., hos vilken han stod högt i anseende. När han efter Dionysios död sökte bereda den platonska filosofin, som han själv ivrigt förespråkade, inflytande hos Dionysios d.y., måste han (366 f.Kr.), till följd av lismande hovmäns förtal, gå i landsflykt och begav sig då till Grekland, där han överallt mottogs med stor uppmärksamhet.
Ryktet om att Dionysios dragit in hans gods och tvingat hans maka till giftermål med en av härskarens gunstlingar förmådde honom slutligen att återvända. Med 800 man landade han (357 f.Kr.) vid Syrakusa, som frivilligt öppnade sina portar, och Dionysios måste med sina skatter fly till Italien, då borgens besättning var honom trogen. Emellertid råkade Dion ut för misstanken att själv eftersträva envåldsmakten och, då han såg sig undanträngd av folkpartiets ledare, den ränkfulle Herakleides, dragit sig undan till Leontinoi. Han blev dock snart återkallad, och sedan han lyckats intaga borgen, ägnade han sig åt att reformera författningen. Den stränghet och det aristokratiska sinnelag, som han därvid ådagalade, skaffade honom många fiender, och hans mest betrodde anhängare, atenaren Kallippos, ställde sig i spetsen för en sammansvärjning och lät mörda honom (353/354 f.Kr.). Dions levnadsöden är skildrade av Plutarchos och Cornelius Nepos.